# Rönnbacka

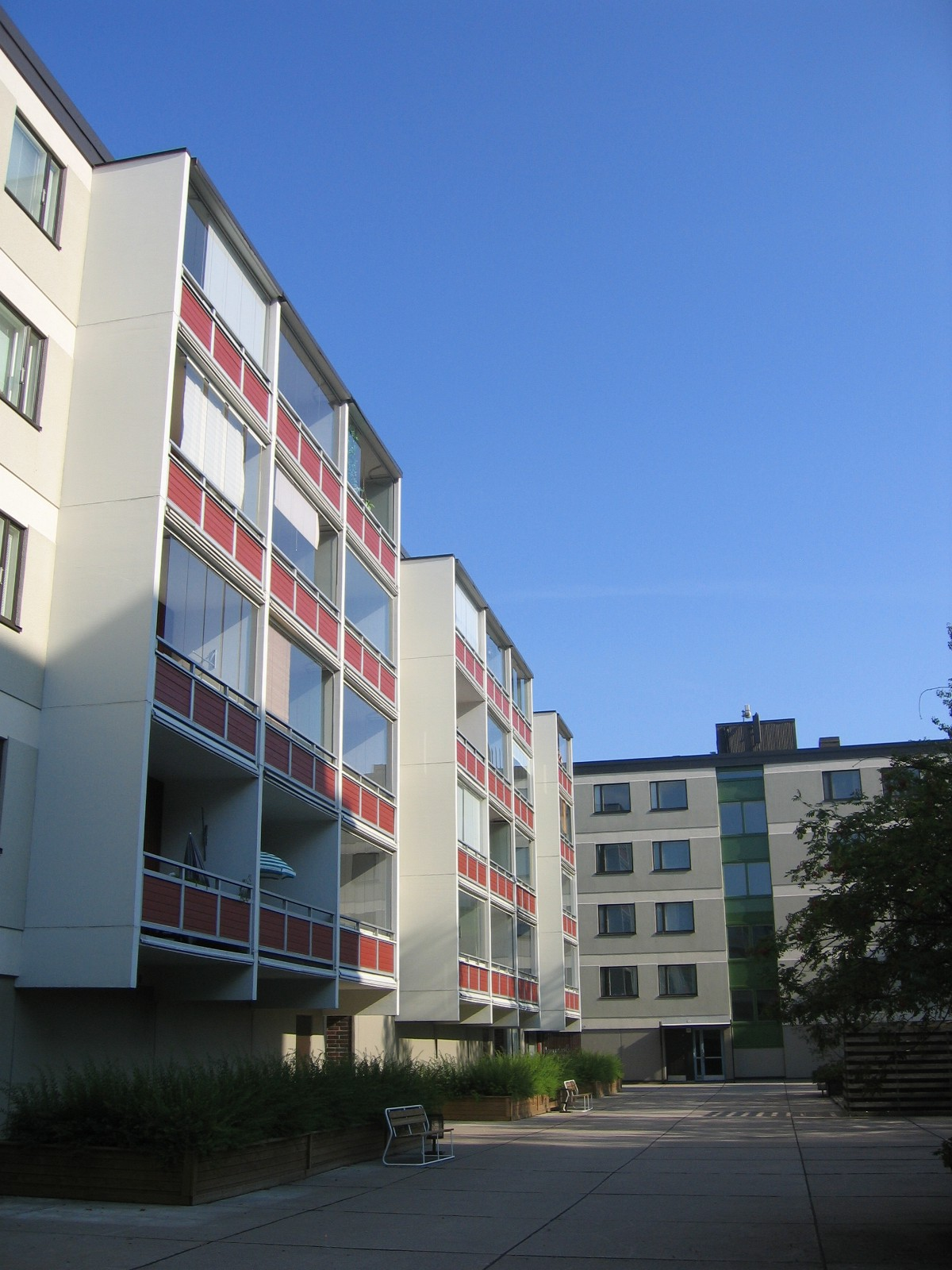
Höghus i Rönnbacka

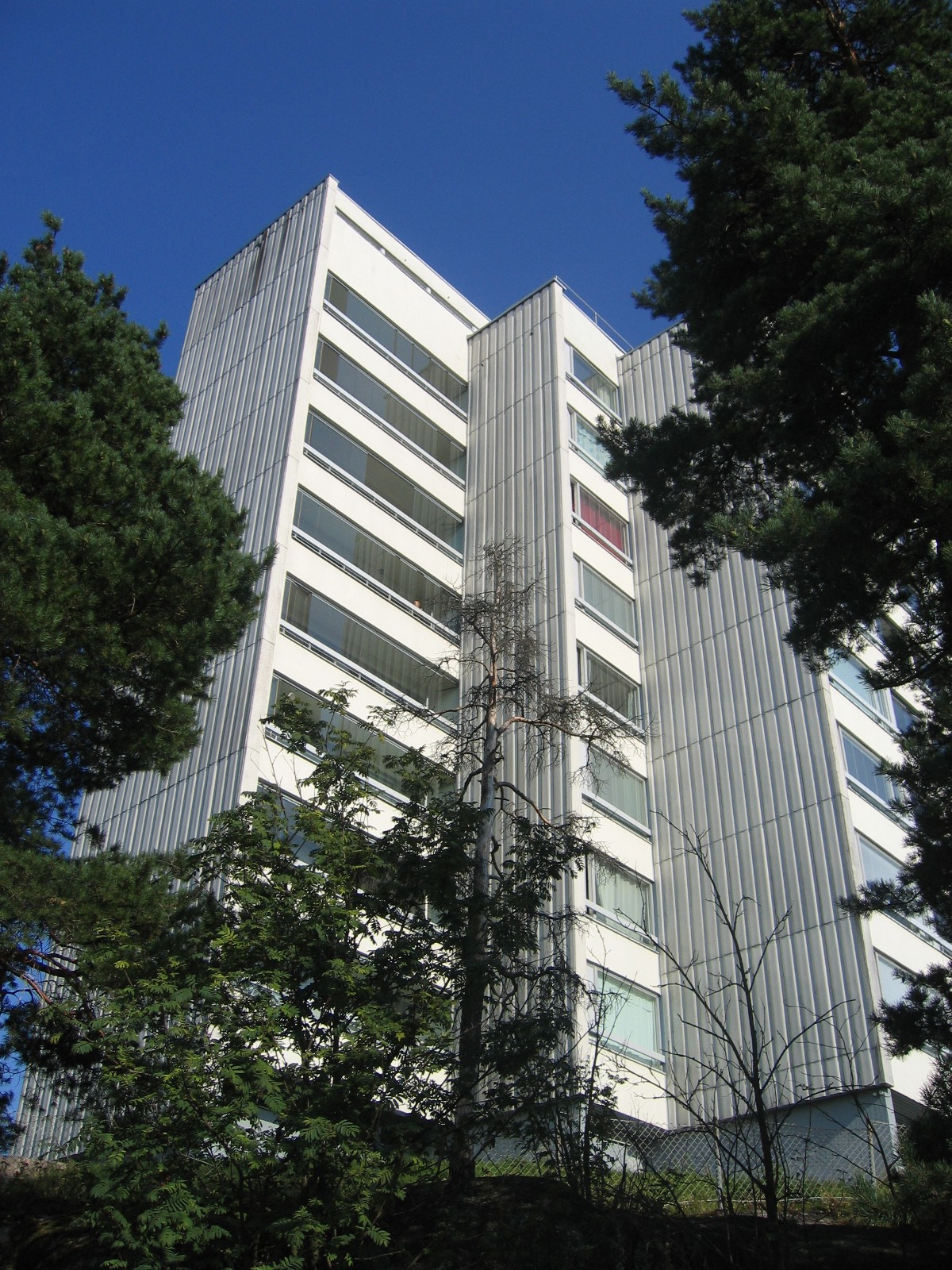
Höghus i Rönnbacka

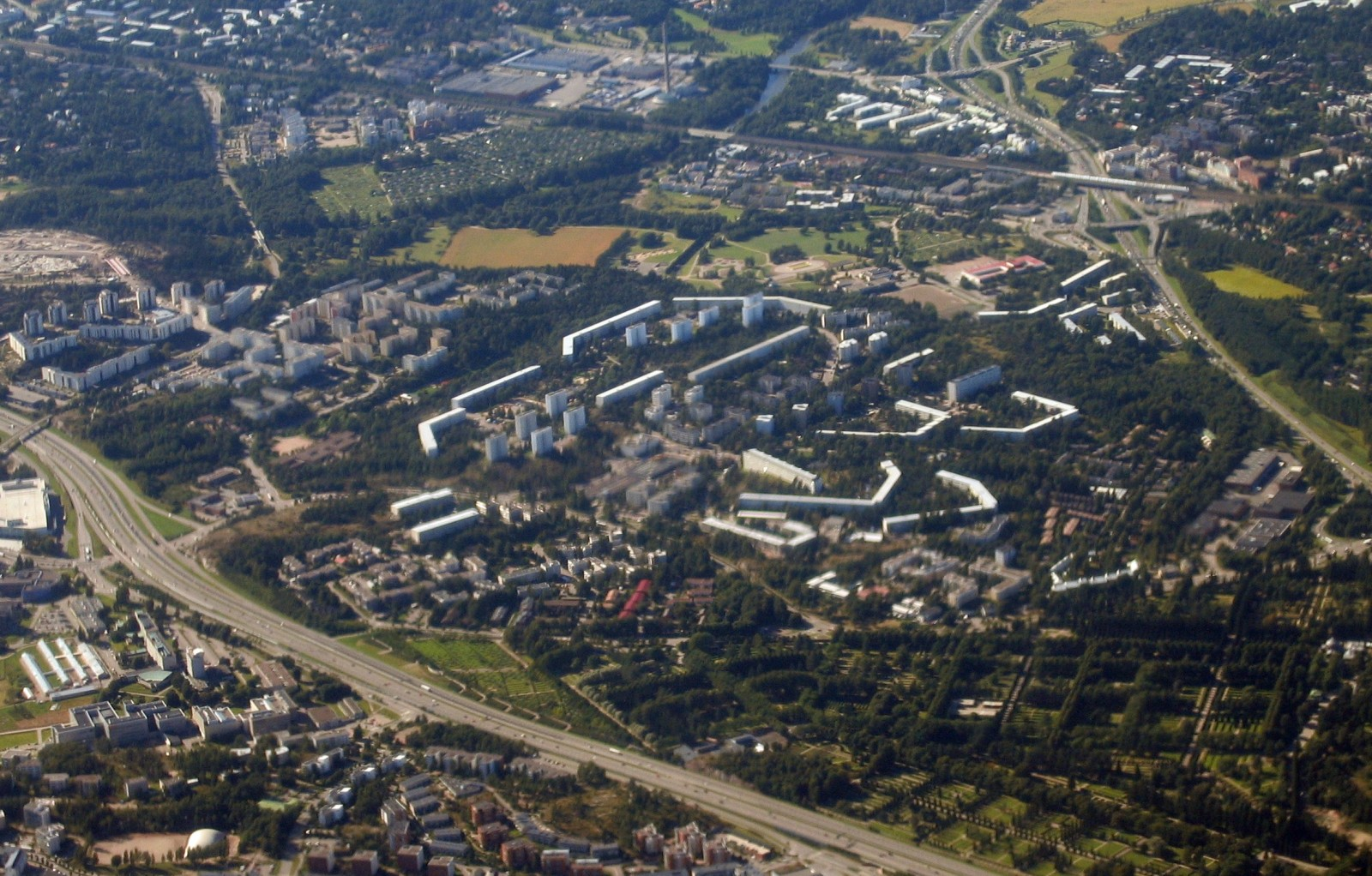
Rönnbacka från luften

Rönnbacka (fi. Pihlajamäki) är en stadsdel i Ladugårdens distrikt i Helsingfors stad.
Rönnbacka byggdes på 1960-talet enligt ett vinnarförslag av Lauri Silvennoinen i en arkitekturtävling. Området anses utgöra ett utmärkt exempel på 1960-talets arkitektur, varför Helsingfors stadsplaneringsnämnd håller på att skydda hela området för att bevara den enhetliga 1960-talsmiljön. I Rönnbacka finns Finlands äldsta jättegryta som hittades av en slump under ett vägbygge på 1990-talet.
I Rönnbacka firas det ofta saker som pihlajamäki goes blues, och flera andra saker. Jättegrytorna är Aarnipata (8,5m. djup och dia.6.9m) och Rauninmalja (3.2m djup och dia.1.6). Aarnipata är också Finlands äldsta jättegryta.
Man skall inte förväxla Rönnbacka med bostadsområdet Rönnebacka i Esbo.